# Розчин (будівництво)

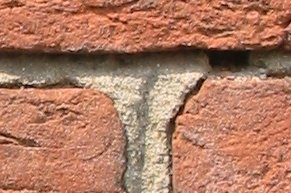
Розчин, скріпив цеглини.

Будівельний розчин — поєднує поняття «розчинна суміш», «суха розчинна суміш», «розчин». Будівельним розчином називають матеріал, що отримують внаслідок затвердіння суміші в'язкої сполуки (цемент), дрібного заповнювача (пісок), затверджувач (вода) і у необхідних випадках спеціальні добавки. Цю суміш до початку затвердіння називають сумішшю розчину. Суха розчинна суміш — це суміш сухих компонентів — в'яжучого, заповнювача та добавок, дозованих та перемішаних на заводі, — перед використанням додається вода. В'яжучий компонент у розчині огортає зерна заповнювача, зменшуючи тертя між ними, внаслідок чого розчинна суміш набуває необхідної для роботи рухливісті. У процесі затвердіння в'яжучий матеріал міцно зв'язує між собою окремі частки заповнювача. Як в'яжуче використовують цемент, глину, гіпс, вапно або їх суміші, а як заповнювач — пісок. Будівельні розчини класифікують у залежності від ряду факторів: в'язжучої речовини, властивостей в'яжучої сполуки, співвідношення між кількістю в'яжучого матеріалу та заповнювача, щільності та призначенням.
За виду застосовуваного в'яжучого будівельні розчини бувають: прості з використанням одного в'яжучого (цемент, вапно, гіпс та ін.) і складні з використанням змішаних в'яжучих (цементно-вапняні, вапняно-гіпсові, вапняно-зольні, глино-солом'яні та ін.).
Склади простих розчинів позначають двома числами. Перше число (зазвичай одиниця) показує, що в'яжучого матеріалу у розчині одна об'ємна (або масова) частина. Останнє число у співвідношенні з першим показує, скільки об'ємних (або масових) частин заповнювача припадає на одну частину в'яжучого матеріалу. Наприклад, вапняний розчин складу 1:3 означає, що у цьому розчині на 1 частину вапна припадає 3 частини заповнювача. Для складних розчинів співвідношення складається з трьох чисел, з яких перше число (одиниця) висловлює об'ємну частку основного в'яжучого матеріалу, а друге число показує, яку кількість додаткової в'яжучої речовини потрібно взяти на одну частину. Залежно від властивостей в'яжучої сполуки розрізняють повітряні розчини - тверднуть у повітряно-сухих умовах (наприклад, гіпсові), і гідравлічні, які починають тверднути на повітрі та продовжують тверднути у воді або у вологих умовах (цементні).
Залежно від співвідношення між кількістю в'яжучого матеріалу та заповнювача розрізняють жирні, нормальні і худі розчини та розчинні суміші. Жирними називають розчини з надлишком в'яжучого матеріалу. Їх суміші дуже пластичні, але дають при твердінні велику усадку; нанесення товстим шаром жирні розчини розтріскуються. Худі розчини містять відносно невелику кількість в'яжучого матеріалу. Однак вони дають дуже малу усадку, що дуже цінно при облицювальних роботах.
За щільністю будівельні розчини поділяють на важкі — середньою щільністю в сухому стані 1500 кг/м3 і більше, що готуються на звичайному піску, і легкі — середньою щільністю до 1500 кг/м3, які готують на легкому пористому піску з пемзи, туфу, керамзиту та ін. За призначенням будівельні розчини бувають кладочні (для кам'яної звичайної та вогнетривкої кладки, монтажу стін з великорозмірних елементів), оздоблювальні (для штукатурення приміщень, нанесення декоративних шарів на стінові блоки та панелі), спеціальні, що володіють особливими властивостями (гідроізоляційні ТФ-2, акустичні, рентгенозахисні).